# 弘演
弘演（？—前660年），中国春秋时期卫国大夫。奉命出使他国，狄人攻卫，杀卫懿公，尽食其肉，独舍其肝。后前往荧泽为卫侯收尸，剖腹手取懿公之肝纳入腹中，以身为棺殉葬了卫懿公。